# Эяки

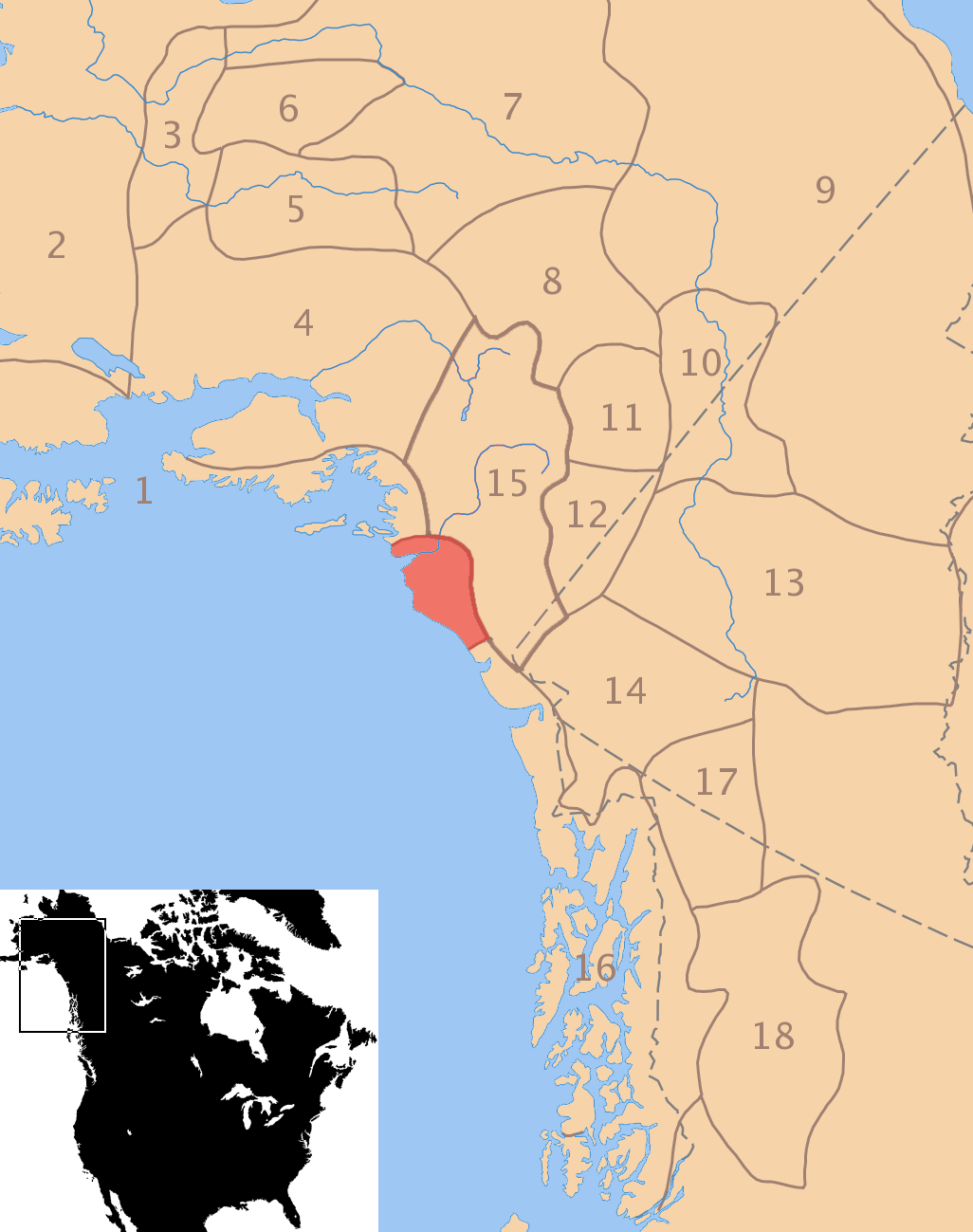
Красным отмечены территории, где был распространён эякский язык до контакта с европейцами

Эяки (на эякском языке «ʔi ya ɢdəlahɢəyu», что можно перевести как «Жители эякской деревни на шестой миле») — коренное население районов около устья реки Коппер и около города Кордова на Аляске. Эяков на данный момент осталось очень мало, а если рассматривать чистокровных представителей данного народа  то таковых уже не осталось.

## Территория
Изначально эяки начали селиться в юго-восточном углу Юго-Центральной Аляски. Территория их проживания тянулась вдоль залива Аляска от реки Коппер до Ледяной Бухты. Эякские народные сказания повествуют о том, что народ начал перемещаться из внутренних районов Аляски через реку Коппер или через ледник Беринга. До XVIII века эяков больше ассоциировали с их атабаскскими соседями к северу от культур, проживающих по северному берегу.
Территория эяков распространялась от города Кордова на восток до реки Мартен и на север до ледника Майлз. На этих просторах существовало четыре основных деревни эяков:
- Алаганик, рядом с 21-й милей Шоссе Река Коппер[англ.];
- Эяк[англ.], около 5.5 мили;
- Неизвестное название, 800 ярдов к югу от поселения Эяк;
- Орка, в районе современного города Кордова.

Вдобавок к этим деревням эяки также, в зависимости от сезона, занимали рыболовные поселения в Пойнт-Витшед (Point Whitshed) и Маунтин-Слоу (Mountain Slough).

## История
Изначально эяки пришли из глубины Аляски по берегу реки Коппер. Они искали земли, где водится лосось, которого можно ловить для пропитания. Когда первые русские экспедиции (см. Русская Америка) стали прибывать в районы расселения эяков, они сразу же признали эяков отдельным народом и нанесли их территорию на свои карты. Русские успешно торговали с племенем и посылали к ним миссионерские отряды, в результате чего среди эяков начало распространяться православное христианство. Из-за маленькой численности эяки постоянно подвергались набегам со стороны соседних племён, а в особенности племени чуган на западе. Племя тлинкитов с восточной стороны имело более дружественные отношения с эяками, поэтому представители этих народов часто женились друг на друге, в результате чего произошла ассимиляция многих эяков в тех районах.
Когда прибыли первые американцы, они начали открывать консервные заводы, что привело к их борьбе с эяками за добычу лосося. В результате распространения эяков на другие территории, их связи друг с другом разрывались всё активнее. Вдобавок к этому, американцы принесли новые болезни, против которых у эяков не было иммунитета. В результате геноцида американцев, эяки в концу XIX века практически исчезли.
Когда население стало совсем маленьким, оставшиеся эяки начали жить возле поселения Орка. В 1880 году население деревни Алаганик насчитывало 117 человек, а в 1890 — уже всего 48. В 1900 году все представители эяков умещались в число 60. Как только всё больше поселенцев стало прибывать в последнюю эякскую деревню, она стала называться городом Кордова. В 1996 году всего существовало 120 потомков эяков, но они уже не были чистокровными. Последний чистокровный эяк, Мэри Смит Джонс, умерла 21 января 2008 года.

## Дома и поселения
До и во время контактов с выходцами из неаборигеновых народов эяки строили свои дома из красного кедра, еловой и тсуговой древесины. Дома, покрытые тяжелой кедровой корой или еловым гонтом, достигали в своих размерах 35—40 футов на 50—100 футов. Все без исключения дома имели в центре место для костра и дымоход. В каждом таком доме проживало от 20 до 50 человек, а вместимость всей деревни обычно достигала 300—500 человек.
Племя так же имело «зимние деревни» по берегам ручьёв или вдоль морских побережий для более удобного и быстрого доступа к водам, богатым рыбой. Размещение деревень таким образом давало эякам защиту от бурь и врагов, доступ к питьевой воде и местам, где можно было оставлять свои каноэ. Дома всегда располагались лицом к воде, а задней частью — к горам, болотам или топям. Каждая деревня обычно имела один ряд домов, хотя в более крупных поселениях могли встречаться и два, а то и более рядов хижин.
Эяки имели как минимум одну постоянную зимнюю деревню и множество сезонных лагерей вблизи от мест, где можно было достать пищу. В каждой эякской деревне имелось два ритуальных здания, снаружи которых стояли тотемные столбы с тем или иным тотемом. Жилые дома никак не выделялись.

## Орудия труда и технологии
Юго-восточные регионы Аляски находятся в зоне умеренного климата. В регионе также встречаются тропические леса. Такие природные условия способствуют произрастанию большого количества высоких и массивных деревьев. Древесина всегда была одним из самых ценных продуктов для обитателей региона. Дома, тотемные столбы, бытовая утварь, хранилища, средства передвижения, церемониальные объекты, губные серьги (носились женщинами высокого статуса) и некоторые предметы одежды делались из дерева. Для обработки древесины эяки использовали тёсла, деревянные молотки, клинья, а после контакта с более развитыми народами — и железо. Чтобы распилить дерево, эяки пользовались острыми камнями, костями, зубами бобра или раковинами. Для освещения использовались лампы из раковин моллюсков с тюленьим жиром или смолой. Высушенный талеихт использовался в качестве свечей.
Эяки использовали различные методы для ловли лосося. Они сооружали запруды и устанавливали ловушки в реках. Удерживающие заслоны ставились в местах, где происходил прилив. В некоторые сезоны так же использовались сети, крюки, гарпуны и копья. Специальный крюк, выполненный в форме букв U или V, позволял ловить палтус определённого размера.
Различные корзинки использовались для приготовления и хранения еды. Техника плетения корзин также применялась при изготовлении настилов, одежды, шляп и для обёртывания мёртвых перед похоронами и церемониями.

## Социальная организация
У эяков не существовало центрального управления, когда весь народ управляется из одного города или какого-либо места. Каждая деревня или клан решали свои насущные вопросы самостоятельно на основе сложившихся традиций и опыта. Эяки не практиковали общие собрания, на которых обсуждались политика народа в отношении кого бы то ни было или вопросы, касающиеся ведения тех или иных дел. Решения принимались главами кланов, поселений или хижин, в зависимости от уровня и сложности вопроса. Эяки имели довольно чёткую иерархию, по которой делились абсолютно все представители этого народа:
- Во главе всегда стояли вождь или влиятельная семья.
- Далее шли рядовые члены — середнячки.
- На самой низшей ступени находились рабы.

Рабов эяки обычно забирали при набегах на другие поселения и народы.
Свадьбы у эяков в основном организовывались членами семьи. Признавались и практиковались только экзогамные браки. У эяков существовало подобие матриархата, когда все родовые титулы и имя ребёнок наследовал от матери, а не от отца (как в современной европейской системе). Это также включало в себя все права, которыми обладала мать: на рыбалку, охоту, собирательство, права на использование особых гербов, которые украшали тотемные столбы, права на жилплощадь (дом), одежду и специальные церемониальные регалии.
Весь народ эяков делился на две половины. Первая половина имела в качестве тотема во́рона, а вторая — орла. Похожая система существовала у племени тлинкитов, тотемами которых были во́рон и волк, и у племени атна, которые поклонялись тотемам воро́ны и морской чайки. Народные сказания и схожесть в обычаях показывают на близкие отношения между этими народами.

## Язык
Эяки разговаривают на отдельном языке, который очень близко связан с атабаскскими языками. На этом языке говорили ещё в XIX веке от Якутата вдоль всего Юго-Центрального побережья Аляски до дельты реки Коппер. Однако в XX веке — только в Эяке. Сейчас[когда?] на данном языке разговаривает около 50 человек, хотя никто из них не владеет им свободно. Давление со стороны соседних этнических общностей и распространение английского языка привело к гибели эякского языка. Впервые в новейшей истории, после смерти Мэри Смит Джонс 21 января 2008 года, эякский язык стал первым языком коренных народов Аляски, который считается мёртвым.

## Одежда
Для своей одежды эяки использовали: мех животных, шерсть горной козы, дубленые шкурки и кедровую кору. Шляпы, сделанные из элегантных корешков и коры, защищали от дождя. После начала торговли с западными соседями стали использоваться так же шерстяные и хлопковые материалы.

## Транспорт
Главным транспортом у эяков было в основном каноэ. Люди путешествовали регулярно по причинам, меняющимся в зависимости от времени года: поиск пищи, торговля и др.

## Для дальнейшего чтения
- Birket-Smith, K., & De Laguna, F. (1938). The Eyak Indians of the Copper River Delta, Alaska. København: Levin & Munksgaard, E. Munksgaard.
- De Laguna, F. (1990). «Eyak.» In Handbook of North American Indians, Vol. 7 Northwest Coast. W. Suttles, ed. pp. 189–96. Washington D.C.: Smithsonian Institution Press.
- Harry, A. N., & Krauss, M. E. (1982). In honor of Eyak: The art of Anna Nelson Harry. Fairbanks, Alaska: Alaska Native Language Center, University of Alaska.
- Hund, Andrew. «Eyak.» 2004. Encyclopedia of the Arctic. Taylor and Francis Publications. ISBN 1-57958-436-5
- Hund, Andrew. 2008. «’Old Man Dude’ and Eyak Shamanism» Alaska Historical Society ~ University of Alaska’s Statehood Conference, Alaska Visionaries: Seekers, Leaders, and Dreamers. Anchorage, AK. Unpublished manuscript.